# Dompierre (Vosges)
Dompierre és un municipi francès, situat al departament dels Vosges i a la regió del Gran Est. L'any 2007 tenia 269 habitants.

## Demografia

### Població
El 2007 la població de fet de Dompierre era de 269 persones. Hi havia 92 famílies, de les quals 16 eren unipersonals (8 homes vivint sols i 8 dones vivint soles), 20 parelles sense fills i 56 parelles amb fills.
La població ha evolucionat segons el següent gràfic:
Habitants censats

### Habitatges
El 2007 hi havia 103 habitatges, 92 eren l'habitatge principal de la família, 2 eren segones residències i 9 estaven desocupats. 94 eren cases i 9 eren apartaments. Dels 92 habitatges principals, 80 estaven ocupats pels seus propietaris, 10 estaven llogats i ocupats pels llogaters i 2 estaven cedits a títol gratuït; 1 tenia una cambra, 7 en tenien tres, 13 en tenien quatre i 71 en tenien cinc o més. 75 habitatges disposaven pel capbaix d'una plaça de pàrquing. A 30 habitatges hi havia un automòbil i a 55 n'hi havia dos o més.

### Piràmide de població
La piràmide de població per edats i sexe el 2009 era:
| Homes | Edats   | Dones |
| ----- | ------- | ----- |
| 0     | 95 o +  | 0     |
| 0     | 90 a 94 | 0     |
| 0     | 85 a 89 | 0     |
| 0     | 80 a 84 | 4     |
| 8     | 75 a 79 | 4     |
| 4     | 70 a 74 | 8     |
| 0     | 65 a 69 | 0     |
| 12    | 60 a 64 | 4     |
| 0     | 55 a 59 | 0     |
| 20    | 50 a 54 | 12    |
| 4     | 45 a 49 | 8     |
| 0     | 40 a 44 | 0     |
| 12    | 35 a 39 | 12    |
| 12    | 30 a 34 | 12    |
| 8     | 25 a 29 | 8     |
| 12    | 20 a 24 | 8     |
| 16    | 15 a 19 | 4     |
| 4     | 10 a 14 | 4     |
| 12    | 5 a 9   | 16    |
| 8     | 0 a 4   | 8     |

## Economia
El 2007 la població en edat de treballar era de 173 persones, 131 eren actives i 42 eren inactives. De les 131 persones actives 127 estaven ocupades (73 homes i 54 dones) i 4 estaven aturades (2 homes i 2 dones). De les 42 persones inactives 17 estaven jubilades, 18 estaven estudiant i 7 estaven classificades com a «altres inactius».

### Ingressos
El 2009 a Dompierre hi havia 95 unitats fiscals que integraven 280 persones, la mediana anual d'ingressos fiscals per persona era de 17.541 €.

### Activitats econòmiques
Dels 8 establiments que hi havia el 2007, 2 eren d'empreses de construcció, 1 d'una empresa de comerç i reparació d'automòbils, 1 d'una empresa d'hostatgeria i restauració, 1 d'una empresa d'informació i comunicació, 2 d'empreses immobiliàries i 1 d'una empresa de serveis.
Dels 2 establiments de servei als particulars que hi havia el 2009, 1 era una fusteria i 1 lampisteria.
L'any 2000 a Dompierre hi havia 4 explotacions agrícoles.

## Equipaments sanitaris i escolars
El 2009 hi havia una escola elemental integrada dins d'un grup escolar amb les comunes properes formant una escola dispersa.

## Poblacions més properes
El següent diagrama mostra les poblacions més properes.